# 경기감영

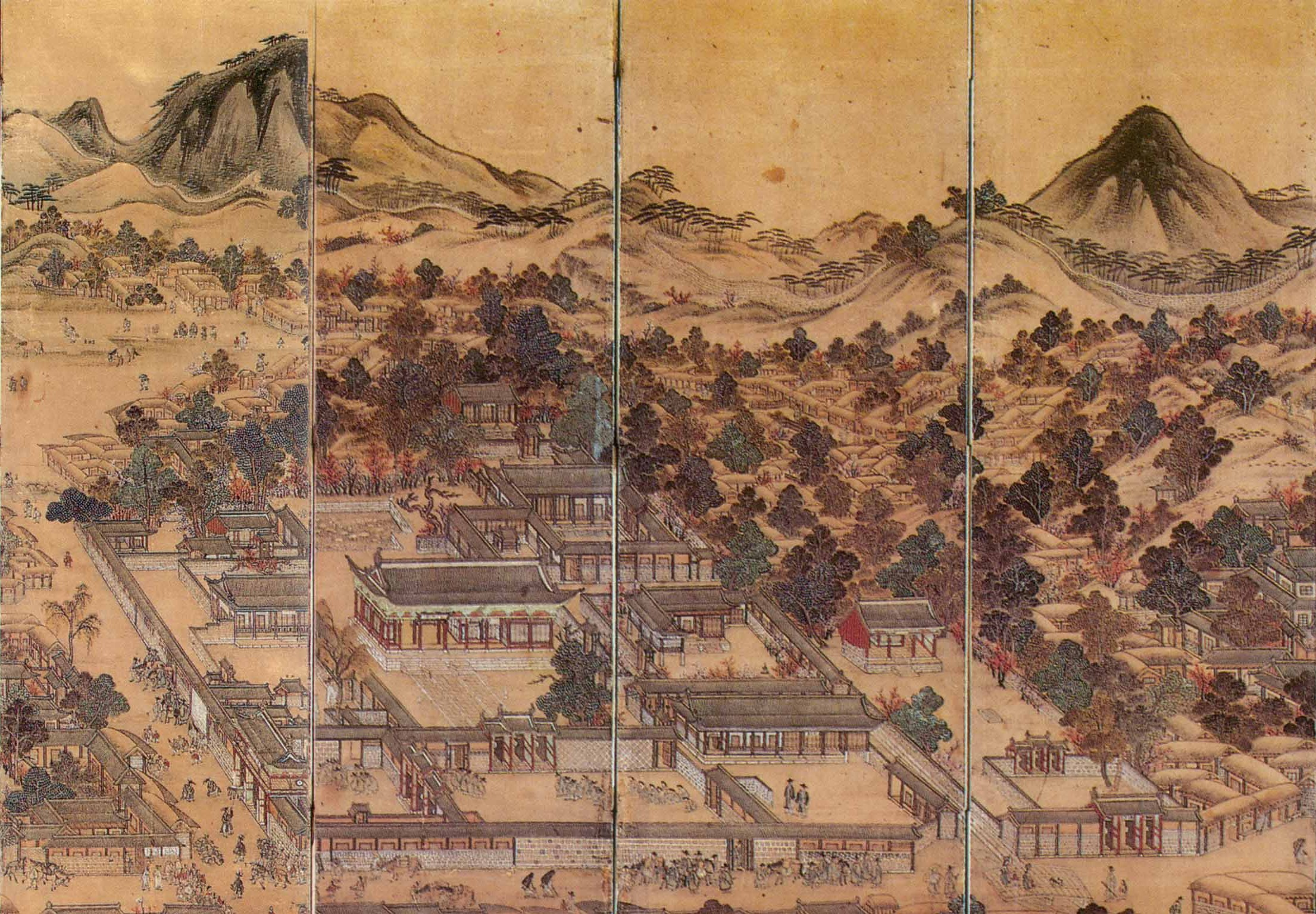
19세기에 그려진 경기감영도 중 경기감영 부분

경기감영(京畿監營)은 조선시대의 8개 도(道) 가운데 하나인 경기도의 행정, 사법을 담당하던 관찰사가 근무하던 곳이다. 현재의 도청(道廳) 소재지 및 도청 건물에 해당한다.

## 역사
1413년(태종 13년)에 경기도가 설치되면서 처음에는 관청을 수원(水原)에 두었으며, 곧 광주(廣州)로 이전되었다가 1460년(세조 6년) 무렵에 한성부로 이전되었다. 병자호란으로 청사가 소실되었으며, 1641년(인조 19년)에 재건되었다. 

## 감영 건물
경기감영에는 대표적으로 다음과 같은 같은 건물이 있었다.
- 선화당(宣化堂) : 종2품 관찰사의 업무 공간
- 관풍각(觀風閣) : 관찰사의 업무 공간
- 내아(內衙) : 관찰사 가족의 생활 공간
- 도사청(都事廳) : 종5품 도사의 업무 공간
- 영리청(營吏廳) : 감영에서 일하는 아전의 업무 공간
- 포정문(布政門) : 감영 정문[2]

### 감영 인근 시설
- 빈관(賓館) : 각종 의례를 행하거나 감영을 방문한 관원의 숙박 용도로 사용되던 건물[3] (감영 동쪽에 인접)
- 중영(中營) : 감영 소속 군사를 지휘하는 정3품 중군(中軍)의 근무 공간 (감영 북서쪽으로 약 400미터 거리에 위치)
- 돈의문(敦義門) : 한성부 도성(都城, 한양도성)의 서쪽 문 (감영 북동쪽으로 약 250미터 거리에 위치)

### 감영 건물 활용
1895년(고종 32년)에 23부제, 1896년(고종 33년)에 13도제가 시행되었다. 이 과정에서 감영 제도가 폐지되고 관찰부 제도가 시행되었으며, 경기관찰부가 수원 화성행궁으로 이전하였다. 기존의 경기감영 자리에는 한성부 청사, 대한제국 군대 군영 등이 들어섰으며, 일제강점기 시기인 1914년부터 1928년까지는 고양군청, 고양경찰서, 서대문경찰서 등으로 사용되었다. 이후 적십자사 조선본부 건물, 적십자병원 등으로 활용되었는데, 이 과정에서 선화당을 비롯한 건물이 모두 철거되었다.

## 같이 보기
- 선화당
- 감영
- 경기감영도 (경기감영 전경을 그린 조신시대 그림)